# بانک مرکزی تانزانیا
۶°۴۸′۵۷″ جنوبی ۳۹°۱۷′۳۹″ شرقی / ۶٫۸۱۵۸۳°جنوبی ۳۹٫۲۹۴۱۷°شرقی
بانک مرکزی تانزانیا (به انگلیسی: Bank of Tanzania) این نهاد مسئول انتشار پول ملی، شیلینگ تانزانیا است.
این بانک بر اساس قانون بانک تانزانیا در سال ۱۹۶۵ تأسیس شد. با این حال در سال ۱۹۹۵ دولت تصمیم گرفت که بانک مرکزی دارای وظایف بیش از حد است، بنابراین مانعی در برابر سایر اهداف آن است. در نتیجه دولت قانون بانک تانزانیا را در سال ۱۹۹۵ معرفی کرد که این بانک هدف سیاست پولی واحد را داد.
این هیئت توسط هیئت مدیره ای متشکل از ده نفر اداره می‌شود که چهار نفر از آنها به صورت رسمی اعضای بانک هستند و دارای سه کمیته مشورتی هستند که می‌توانند به آنها کمک کنند. این بانک توسط رئیس آن و سه معاون در امور اجرایی، سیاست‌های اقتصادی و مالی و ثبات مالی مدیریت می‌شود.